# Lerngeschichte
Die Lerngeschichte ist eine aus der Frühpädagogik (Vorschulpädagogik) hervorgegangene Methode der Bildungsdokumentation. Das Konzept wurde von der neuseeländischen Erziehungswissenschaftlerin Margaret Carr entwickelt.
Lerngeschichten sind inzwischen eines der am meisten verbreiteten Verfahren (s. auch Methodik (Pädagogik)) der Bildungsdokumentation in Deutschland.

## Formale Gestaltung
In einer Lerngeschichte wird anhand einer Situation aus dem Alltag des Kindes in der Kindertagesstätte beschrieben, wie und was das Kind lernt. Die Geschichte wird in der Regel als Brief an das Kind formuliert. Meist werden auch Fotos oder Zeichnungen in die Lerngeschichte einbezogen, um sie für die Kinder noch besser zugänglich zu machen. In einigen Einrichtungen liegt der Schwerpunkt auch komplett auf Fotos. Das neuseeländische Bildungsministerium stellt zahlreiche Beispiele für Lerngeschichten bereit. Inzwischen gibt es verschiedene kommerzielle Anbieter, die einen Rahmen für digitale Formen der Bildungsdokumentation bereitstellen (z. B. Storypark oder Stepfolio).

## Hintergrund: Entstehung in Neuseeland
Lerngeschichten wurden als zentrales Assessmentverfahren für neuseeländische Kindertageseinrichtungen entwickelt. Sie korrespondieren mit dem neuseeländischen Curriculum "Te Whariki". Beide beziehen sich auf fünf Lerndispositionen:
- Interessiert sein (taking an interest)
- Engagiert sein (being involved)
- Standhalten bei Schwierigkeiten oder Unsicherheit (persisting with difficulty or uncertainty)
- Mit anderen kommunizieren (communicating with others)
- Verantwortung übernehmen (taking responsibility)

Die Lerngeschichten sollen dabei helfen, das Vorhandensein dieser Lerndispositionen wahrzunehmen und zu identifizieren, in welcher Weise sie sich genau bei einem einzelnen Kind zeigen. Durch Lerngeschichten sollen gezielt Stärken der Kinder fokussiert werden. So wird die Aufmerksamkeit darauf gelegt, was ein Kind bereits kann und wo genau sich dieses Können zeigt.
Das Konzept der Lerngeschichten wurde durch das Deutsche Jugendinstitut (Deutsches Jugendinstitut) adaptiert und an deutsche Verhältnisse unter dem Titel "Bildungs- und Lerngeschichten" angepasst (vgl. Leu u. a. 2007). Im Zuge dieser Projektarbeit wurden auch Spezialhefte zu entwicklungstheoretischen Hintergründe der Bildungs- und Lerngeschichte (Flämig u. a. 2009) und zur Arbeit mit Bildungs- und Lerngeschichten am Übergang vom Kindergarten in die Grundschule (Kleeberger u. a. 2009) im Hort (Kleeberger/Leu 2009), in der Kindertagespflege (Frankenstein u. a. 2009) und bei Kindern mit besonderem Förderungsbedarf (Flämig u. a. 2009) erarbeitet und publiziert.

## Ziele von Lerngeschichten
- Lerngeschichten machen einen Lernprozess bewusst. Sie sollen dabei helfen, Lernen effektiver zu machen. „Lerngeschichten sind Geschichten über das Lernen (…). Sie halten Episoden des Schlüssellernens fest, in denen Kinder neue Arbeitstheorien und Lerndispositionen entwickeln.“[4].  So kann dokumentiert werden, wie gelernt wird, damit die Bedingungen für z. B. gut verlaufende Lernprozesse sowohl dem Kind als auch der Erzieherin und den Eltern deutlich gemacht werden.
- Sie sollen Kinder und Erwachsene dazu ermutigen, über das Lernen nachzudenken.[5]
- Die Kinder nehmen ihre Sammelmappen auch mit nach Hause und setzen sich auch im Kreise ihrer Familie damit auseinander. „Lerngeschichten bieten eine Form der Darstellung, die Familien interessant finden und mit der sie sich immer wieder beschäftigen können.“[6]. So könne sie ihre eigene Lerntradition entwickeln. Lerngeschichten haben das Potenzial, Brücken zu Menschen, Dingen und Orten zu schlagen, indem sie diese benennen und ihre Beziehung zum Kind beschreiben. Die Erziehenden bekommen einen Einblick, worüber Kinder nachdenken und wofür sie sich interessieren – so entwickeln sie Vorstellungen darüber, welche Erfahrungen und Angebote für ein Kind anknüpfend an seine Interessen sinnvoll sind.
- Wenn Kinder in pädagogische Überlegungen einbezogen werden, entwickeln sie „Lernmuster und Erwartungen darüber, wann und wie sie teilhaben, ausharren, kommunizieren und Verantwortung übernehmen.“[7] Z. B. entwickelte „Ezra“ Wissen und Theorien darüber, was mit LKW-Fahren und Straßenarbeiten verbunden ist – er erarbeitet „eine Arbeitstheorie darüber, was ein kompetenter Lerner macht“:[8] Das ist nach Carr jemand, der ein Projekt anregen und eine Vielzahl von Strategien nutzen kann, der sich mit Experten berät und mit anderen aushandelt sowie zusammen arbeitet. So wird Ezras Sammelmappe die Entwicklung zur diesen seinen Erkenntnissen enthalten.
- Lerngeschichten enthalten auch Ereignisse und Erlebnisse, die mit der Familie und der Gemeinschaft zusammenhängen, mit der das Kind zu tun hat. Zahra z. B. entdeckte bei dem ersten Besuch in der Tagesstätte das Schaukelpferd und war fasziniert davon. Immer wieder war sie damit beschäftigt zu überlegen, was ihr „Esel“ wohl mache. Ihre Mutter las ihr eine Geschichte dazu vor, was das Interesse Zahras bestärkte. Ihr Bruder erklärte den Lehrern die Hintergründe des „Esels“ in einem Flüchtlingslager. Und die Großmutter schaltete sich mit in die Diskussion ein.

Lerngeschichten können eine Grundlage für die Zusammenarbeit von Kindern und Erzieherinnen sein (s. Lernstrategie). Beide lernen sich sehr schnell kennen – die Erzieherin die Stärken und Schwerpunkte des Kindes, das Kind die Vorgehensweise der Erzieherin, und bald sind auch die Eltern in diese Arbeit an den Geschichten mit einbezogen, denn sie liefern gelegentlich wichtige Hintergrundinformationen. Das Interesse der Eltern an der Einrichtung und an ihren Kindern wächst – ihre Mitarbeit wird sich vermutlich intensivieren. Eltern werden dadurch offener.

## Arbeit mit Lerngeschichten
Lerngeschichten werden in den Einrichtungen mit Hilfe von Sammelmappen (Portfolios genannt) aufbewahrt und gehören den Kindern.
Der Umgang mit Lerngeschichten:
- Zu Beginn wird möglichst detailgetreu aufgeschrieben, womit sich das Kind beschäftigt. Die Beobachtungen können jederzeit im Laufe eines Kita-Tages aufgeschrieben werden. Ein entworfenes Formular dafür ist sinnvoll. Die verschiedenen Beobachtungen werden von einer Erzieherin auf einem anderen Formblatt dargestellt, die Lerndispositionen werden herausgearbeitet: die Fähigkeiten, das Wissen des Kindes, das sich in verschiedenen Stationen gezeigt hat, u. U. auch die Entwicklung der Disposition.
- Danach findet die Diskussion der beteiligten Erzieherinnen statt – in die Diskussion können im Laufe der Zeit auch die Kinder selbst und die Eltern einbezogen werden. Die Diskussion stellt den Zusammenhang zur bisherigen Entwicklung des Kindes her und eröffnet Perspektiven für die mögliche weitere Entwicklung des Kindes (siehe Entwicklungspsychologie). Die Ergebnisse werden von den Erzieherinnen in einer neuen Lerngeschichte festgehalten, die nicht die momentanen Interessen, Anliegen, Fähigkeiten des Kindes deutlich machen. Das Kind erhält dann eine neue Lerngeschichte, in der z. B. eine Erzieherin einem Kind berichtet: „Liebe Lina, in der letzten Zeit habe ich mehrfach beobachtet und aufgeschrieben, was Du gemacht hast. Ich glaube, es interessiert Dich sehr zu beobachten, wie die anderen Kinder im Sand spielen (…).“[10] Mit dieser Form der Unterstützung kann das Kind gut seinen Stand erfassen und mit der Erzieherin darüber sprechen, denn in der Erzählung sind seine Stärken und Schwächen geschildert.
- Aufgrund der Diskussion und den Gesprächen mit dem Kind (und den Eltern) kann entschieden werden, wie man z. B. die Interessen weiterentwickeln kann. Im Falle Lina könnte man überlegen, wie sie sich besser an den beobachteten Spielen beteiligen kann.  Das Kind soll ja seine Fähigkeiten und sein Wissen erweitern. Die Fortschritte zeigen, dass die Lerngeschichten immer komplexer werden. Das Kind erweitert sein Repertoire an Möglichkeiten des Handelns. Die Fortschritte sind in der Regel daran erkenntlich, dass Häufigkeit und Intensität von Tätigkeiten gesteigert werden.
- In der Dokumentation all dieser Ereignisse wird dem Kind, den Erziehenden und den Eltern deutlich, welchen Verlauf die Entwicklung des Kindes nimmt. Die „Bildungsprozesse“[11] des Kindes werden damit strukturiert und veranschaulicht. „Die Dokumentation wirkt auf das Lernen des Kindes zurück. Bei ihnen entwickelt sich eine Vorstellung davon, jemand zu sein, der gut lernen kann und Stärken hat. Die dargestellten Lerngeschichten helfen den Kindern, sich zu erinnern und ihre Aktivität zu reflektieren (…).“[12] Die Erzieherinnen erhalten auch einen Überblick über das Lerngeschehen bei den verschiedenen Kindern der Einrichtung. Die gewonnenen Einsichten intensivieren die Motivation der Erzieherinnen, über die Entwicklung der verschiedenen Kinder zu kommunizieren.

## Herausforderungen in der Arbeit mit Lerngeschichten
Eine Umstellung der Kita auf die Lerngeschichten hat viele Konsequenzen, die bedacht werden müssen. So sind zum einen bestimmte Materialien notwendig: Erfahrene Teams halten folgende technischen Geräte für erforderlich: Digitalkamera, Videokamera, Kopierer, PC, Drucker und Laminiergerät. Zum anderen bedarf es aber auch einer Reflexion der eigenen Zielsetzung und Haltung gegenüber den Kindern. Die empirische Forschung zeigt, dass viele Einrichtungen, die mit Lerngeschichten arbeiten dabei (teils unbeabsichtigt) eine Bewertung der Fähigkeiten der Kinder vornehmen, in die auch (vermeintliche) Schwächen einfließen
Eine weitere Problematik liegt in dem mit Lerngeschichten verbundenen hohen zeitlichen Aufwand. Dieser Aufwand müsste vorher eingeplant worden sein.

## Aspekte der Lerngeschichte
Die Lerngeschichte enthält Details, die es für die Pädagoginnen zu entdecken gilt, um die Lernstrategie des Kindes zu verstehen und fördern zu können. Die Details können sich sowohl auf die Vergangenheit als auch auf die Zukunft beziehen. Sie laden Familien zur Mitarbeit an der Lerngeschichte ein, schreibt Margret Carr. Streng genommen könnte die Lerngeschichte bei jedem Lernenden – gleich welchen Alters – verwendet werden. Fakt ist aber, dass sie zurzeit bei Kindern in der Vorschulerziehung (s. auch Kindergarten) und in der Grundschule Anwendung findet.
Im Bereich Kommunikation z. B. (s. o.) werden die Kinder im Rahmen des Konzepts Lerngeschichte lernen,
- dafür Verständnis zu entwickeln, dass Symbole von Anderen gelesen werden können
- mit dem Nutzen der Druckschrift vertraut zu werden
- mit Geschichten aus anderen Kulturen vertraut zu werden
- mit Worten und Büchern Freude zu verbinden
- Erfahrungen mit Geschichten und dem Entwerfen von Geschichten zu machen.

Eng verbunden mit der Methodik der Lerngeschichte ist das Assessment. Das sind all die Aktivitäten, die von Lehrern und Schülern zur Selbsteinschätzung im Hinblick auf den Lernprozess unternommen werden. Die Pflege des Assessment bedeutet eine Intensivierung von Lernprozessen (Lerngewinn). Die Studie der neuseeländischen Forschungsgruppe kommt zu der Auffassung, dass folgende Praktiken Lernprozesse unterstützen:
- sinnvolle Aufgabenstellungen,
- aktive Einbindung der Lernenden,
- eine Erfolgskultur,
- die Möglichkeit für die Lernenden, ihre Ideen auszudrücken, dass die Entwicklung und der Ausbau der bisherigen Fähigkeiten gewürdigt wird und im Zentrum steht,
- nicht vergleichen mit anderen.[17]

## Die vier Prinzipien
Lerngeschichten bieten, laut Carr, die passende Form für die Realisierung folgender Prinzipien:
- Beziehungen: Kinder lernen durch responsive und gegenseitige Beziehungen mit Menschen, Orten und Dingen.
- Befähigung: Der frühpädagogische Bildungsplan hilft den Kindern zu lernen und sich zu entwickeln.
- Ganzheitliche Entwicklung: Der frühpädagogische Bildungsplan hilft bei einer ganzheitlichen Sicht des Lernens und der Entwicklung.
- Familie und Gemeinde: Beide sind wesentliche Bestandteile frühkindlichen Lernens.